# Lewis megye (New York)
Lewis megye az Amerikai Egyesült Államokban, azon belül New York államban található. Megyeszékhelye és legnagyobb települése Lowville. Lakosainak száma 26 582 fő (2020. április 1.). Lewis megye St. Lawrence, Oneida, Herkimer, Oswego és Jefferson megyékkel határos.

## Népesség
A megye népességének változása:
| Lakosok száma | 27 069 | 27 051 | 27 222 | 27 149 | 26 957 | 26 582 |
|               | 2010   | 2011   | 2012   | 2013   | 2015   | 2020   |